# Muitas Vozes
Muitas Vozes é um livro de Ferreira Gullar, publicado em 1999. Composto de 54 poemas sobre os temas morte, vida, infância e sexo, o livro abriga, entre os seus principais títulos, o poema Thereza - um relato da morte da esposa e do filho (Marcos) do autor.
A poesia do livro tem caracteristica marcante sobre a "racionalidade e o imaginário". Outros poemas do autor constante desta obra:
- Sob a espada
- Queda de Allende
- Definição da moça
- Nasce o poeta
- Ao rés da fala
- Lição de um gato siames
- Poemas recentes
- Nova concepção de morte
- Manhã de novembro
- Coito
- Infinito silêncio
- Morrer no Rio de Janeiro